# 사미 (기업)
주식회사 사미(일본어: 株式会社サミー, 영어: Sammy Corporation)는 일본의 파칭코 및 파치슬롯 제조 및 소매회사이다. 오락기업체 세가 사미 홀딩스의 자회사로, 본사는 도쿄 시나가와구에 위치한다. 대한민국 지사 사미 어뮤트먼즈 서비스는 서울에 위치한다.
본래 1975년 11월 1일, 주식회사 사토미의 아케이드 사업부 사미 산업이라는 자회사로 설립됐다. 1990년대에 비디오 게임 개발로 사업을 확장해 《뷰포인트》, 《럼블 피쉬》같은 게임들을 배급했다. 2004년, 비디오 게임 개발사 및 배급사 세가와 합병한 회사 세가 사미 홀딩스의 자회사가 됐다.

## 참조

### 내용주
1. ↑  일본어: サミー産業, 영어: Sammy Industry